# 오키야

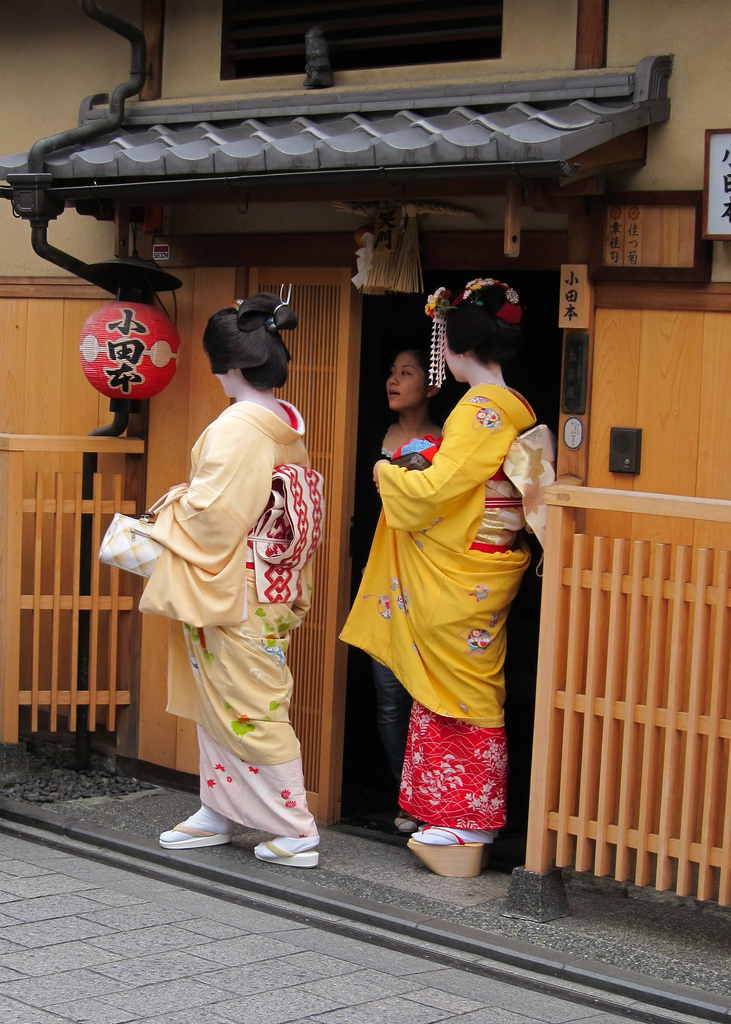
교토의 게이샤와 마이코들

오키야(일본어: 置屋)는 마이코와 게이샤와 머물며 일하는 전통 게이샤 저택이다. 손님의 요청에 따라 요정, 찻집 등으로 게이샤를 보낸다.
오키야는 게이샤를 양성하는 곳이기도 하다. 젊은 여성이 게이샤가 되기 위해서는 제일 먼저 오키야에 들어가야 한다. 오키야에서 기모노 등 게이샤를 양성하는 데 쓰이는 모든 비용을 부담한다. 오키야의 주인은 "오카상"(일본어로 '엄마'라는 뜻)으로 불린다.